# Directeur de marché
Un directeur de marché, responsable de marché ou chef de marché a pour mission d'assurer le développement d'un produit ou d'un service.
Il est en effet partie prenante depuis la conception d'un produit, jusqu'à sa mise à disposition auprès des consommateurs. De plus, le responsable de marché doit également définir les plans d'actions commerciales, ainsi que la campagne de promotion, d'après les résultats des études de marché, ou d'enquêtes effectuées sur le terrain. La mission du responsable de marché est aussi de suivre l'évolution d'une gamme de produits d'un point de vue commercial, et d'apporter une aide auprès de la force de vente.
De nombreuses entreprises sont structurées selon un organigramme par marchés. Dans ce cas il existe des Directions de marché dirigées chacune par un directeur de marché.
Par exemple dans certains organigrammes de banques, on trouve :
- Une Direction du marché des particuliers. Elle est souvent segmentée en marché des particuliers à haut revenu et patrimoine (banque privée) et marché de masse banque de détail)
- Une Direction des professionnels et petites entreprises
- Une Direction des moyennes et grandes entreprises (banque d'entreprise), avec parfois un segment « grands comptes » pour les très grands groupes
- Une Direction des marchés financiers et des correspondants bancaires

## Les formations à suivre en France
Pour devenir chef de marché, responsable de marché ou directeur de marché, il faut avoir un Bac général (de préférence S) on peut passer par un BTS Banque ou Négociation et relation client, par un DUT Techniques de commercialisation ou un DEUST Banque, organismes financiers et prévoyance ou il faut être diplômé d'une grande école de commerce ou d'ingénieurs. Cependant, on peut accéder à ce poste en faisant l'objet d'une promotion au sein de son entreprise mais cela va de pair avec l'expérience.

## Qualités et compétences
Pour être un bon responsable de marché, il faut avoir des capacités d’analyse pour examiner l'ensemble des données très compliquées et pouvoir produire une synthèse rapide de l'analyse.
Des capacités de négociations sont requises afin d'avantager au maximum son entreprise dans son secteur.
Il doit aussi posséder un sens de l'organisation et être un véritable leadership pour diriger une équipe et donc avoir des qualités relationnelles.
Le métier fait ainsi appel à des capacités managériales très pointues, le directeur de marché doit savoir gérer une équipe et déléguer s'il le faut aux personnes adéquates.
Le véritable point nécessaire pour un responsable de marché est la maîtrise de l'anglais ainsi que sa capacité à gérer la pression souvent accentuée par les évènements imprévus du marché dont il est responsable.

## Le salaire du directeur de marché
Pour un débutant le salaire de chef de marché est d'environ 50 000 € bruts annuels, pour un expérimenté il est d'environ 100 000 €[réf. nécessaire].